# Looking Glass Studios
Looking Glass Studios (ursprünglich Blue Sky Productions, später LookingGlass Technologies) war in den 1990er-Jahren ein Entwicklungsstudio für Computerspiele. Ihre Spiele waren Vorbilder für innovatives Gameplay, neue physikalische Effekte und gut geschriebene und durchdachte Geschichten. Trotz guter Kritiken waren die Verkaufszahlen mäßig. Zu den bekanntesten Spiele zählten die Spielerreihen Ultima Underworld, System Shock, Flight Unlimited und Thief.

## Geschichte
In den 1980ern verlegte das amerikanische Entwicklerstudio Origin Systems kurzzeitig seine Aktivitäten von Austin (Texas) nach Massachusetts, da der Bruder des Firmengründers Richard Garriott dort lebte und der Talentpool für qualifizierte Entwickler größer war. Zu den eingestellten Entwicklern gehörte auch Paul Neurath, der für Origin unter anderem den Genremix Space Rogue entwickelte. Das Spiel deutete bereits die späteren Schwerpunkte von Neurath und Looking Glass an, die Verbindung von Rollenspiel-Elementen mit Simulationsaspekten, die dem Spieler Handlungsfreiheiten einräumten und auf eng gesteckte Vorgaben zur Vorgehensweise verzichteten. Nach einiger Zeit gab Origin seinen Standort in Massachusetts wieder auf und zog zurück nach Austin, während Neurath vor Ort blieb und das Entwicklerstudio Blue Sky Productions gründete. Der erste Titel des Unternehmens wurde das von Origin veröffentlichte Ultima Underworld: The Stygian Abyss, das mit seiner texturierten 3D-Grafik zu den Vorreitern der aufkommenden 3D-Computerspiele zählte. Looking Glass wurde schließlich 1992 durch die Fusion von Blue Sky Productions mit Lerner Research, einem Entwicklerstudio für Flugsimulationen von Neuraths Collegefreund Ned Lerner, geformt. Der ursprüngliche Sitz des Unternehmens war Lexington, Massachusetts; im Jahr 1994 zog es nach Cambridge, Massachusetts, um. Viele Entwickler waren Absolventen des Massachusetts Institute of Technology (MIT).
1995 ging Looking Glass eine Partnerschaft mit Viacom über die Entwicklung mehrerer Spiele ein. Dieses Abkommen sollte dem Unternehmen finanzielle Stabilität geben, doch nach 18 Monaten zog sich der Medienkonzern aus der Unternehmung wieder zurück. Die selbst verlegten Titel Terra Nova: Strike Force Centauri (1996) und British Open Championship Golf (1997) erwiesen sich als finanzieller Fehlschlag, ebenso Flight Unlimited 3 und das in Zusammenarbeit mit Irrational Games entwickelte, von Kritikern hochgelobte System Shock 2 (beide 1999). Zu den wenigen finanziellen Erfolgen zählte dagegen Dark Project: Der Meisterdieb (Thief, 1998). Das führte zu einer hohen Verschuldung des Unternehmens. Um sich breiter aufzustellen, fusionierte Looking Glass 1997 mit dem Softwareunternehmen Intermetrics (später Averstar) und übernahm Portierungsarbeiten für die Spielkonsole Nintendo 64 (u. a. Command & Conquer: Der Tiberiumkonflikt). Eine Zusammenarbeit mit Nintendo an dem von Shigeru Miyamoto entwickelten Spiel Mini Racer wurde aus Lizenzgründen nie abgeschlossen, insgesamt erwies sich das Nintendo-Standbein ebenfalls als nicht erfolgreich. Zwischenzeitlich unterhielt das Studio zudem eine Außenstelle in Redmond (Washington) und beschäftigte rund 120 Mitarbeiter. 1999 trennte sich Averstar in Vorbereitung seines Börsenganges von Looking Glass, das Studio wurde wieder unabhängig, hatte jedoch weiter Schulden bei Averstar. Ein Entwicklungsvertrag mit Eidos Interactive über vier weitere Spiele in der Thief-Reihe versprach sichere Einnahmen. Doch bereits Dark Project 2: The Metal Age überzog das Entwicklungsbudget und konnte nur mit großer Anstrengung und zahlreichen Überstunden zum vereinbarten Termin fertiggestellt werden. Es kam zu Übernahmegesprächen mit Sony und insbesondere Eidos, doch der britische Publisher zog sich kurz vor Abschluss der Verhandlungen aus nicht näher bekannten Gründen zurück. Ein oft geäußertes Gerücht, das den Misserfolg von Eidos’ Ego-Shooter-Hoffnung Daikatana als Grund angibt, wurde von Neurath bestritten. Da das Unternehmen kein neues Kapital auftreiben konnte, verkündete Paul Neurath daher am 24. Mai 2000 auf einer außerordentlichen Mitarbeiterversammlung die Schließung des Unternehmens.

## Einfluss und Nachwirkungen
Looking Glass galt in der Retrospektive als ein Unternehmen, das seiner Zeit voraus war, aber auch nachhaltigen Einfluss auf die Computerspielentwicklung hatte. Unter anderem auf technischer Seite übernahm das Unternehmen eine Vorreiterrolle. Neben id Software zählte es in den 1990ern zu den einflussreichsten Entwicklern der aufkommenden 3D-Computerspiele, legte jedoch anders als der texanische Spezialist für Ego-Shooter großen Wert auf die narrativen Aspekte. Weitere Innovationsbereiche waren die Einbindung von komplexen Physiksystemen und in Echtzeit berechnete Beleuchtungseffekte.
Aber auch spielerisch beschritt das Unternehmen neue Wege. Das Spieldesign von Looking Glass zeichnete sich seit Ultima Underworld durch den Versuch aus, eine Spielwelt zu erschaffen, die bewohnt und damit glaubwürdig wirkt. Das Spielprinzip zeichnete sich durch vergleichsweise große Handlungsfreiheiten aus und nahm den Spieler nicht bei der Hand, um ihm die nächsten Schritte deutlich zu machen und ihn so auf exakt definierten Wegen durch den Missionsverlauf zu lotsen. Stattdessen wurde darauf vertraut, dass der Spieler intelligente Entscheidungen trifft, um das Spielziel zu erreichen.
Das Genre für diese Art von Computerspielen wird heute als immersive Simulation bezeichnet. Derartige Spiele geben dem Spieler im Rahmen des Spielsystems möglichst große Freiheiten und durch vorhandene Spielmechaniken die Option, sein Ziel auf verschiedenen Wegen zu erreichen, wobei das Spielsystem auf die Aktionen des Spielers reagiert. So mag der Spieler einen Feind schleichend umgehen, einen anderen Weg finden, den Gegner ablenken oder ihn mit Gewalt ausschalten. Spiele in dieser Tradition sind unter anderem System Shock (von Looking Glass selbst), Deus Ex, die BioShock-Reihe und Dishonored. In diesem Sinne ist der Einfluss von Looking Glass bis heute bedeutsam.
Allerdings zeichneten sich die Produkte von Looking Glass teils auch durch eine stellenweise sperrige Bedienung und eine steile Lernkurve aus, weshalb den Spielen eine größere Akzeptanz meist versagt blieb.
Das Unternehmen beschäftigte im Laufe seiner Existenz zahlreiche renommierte und einflussreiche Spieleentwickler, darunter Doug Church und Austin Grossman. Matt Toschlog gründete 1993 zusammen mit Mike Kulas den Softwareentwickler Parallax Software (Descent). Ken Levine begann seine Karriere als Spieleautor bei Looking Glass, bevor er 1997 mit seinen Studio-Kollegen Jonathan Chey und Robert Fermier Irrational Games gründete, das für das 1999 erschienene System Shock 2 verantwortlich zeichnete.
Nach der Schließung von Looking Glass gingen einige Mitarbeiter zu Ion Storm, Irrational Games, Harmonix und Arkane Studios. Seamus Blackley entwickelte für Dreamworks Interactive das ambitionierte, aber letztlich erfolglose Jurassic Park: Trespasser, bevor er zu Microsoft wechselte und dort Bill Gates von der Entwicklung der ersten Xbox-Spielkonsole überzeugte. Arkane Studios veröffentlichte mit Arx Fatalis einen Titel, der ursprünglich als Nachfolger von Ultima Underworld 2 konzipiert wurde. Ion Storm Austin, unter Leitung von Warren Spector (u. a. Produzent von Ultima Underworld und System Shock), veröffentlichte später Thief: Deadly Shadows, das dritte Spiel in der Thief-Reihe, das zwar mit verbesserter Grafik aufwarten konnte, bei Fans der Reihe jedoch umstritten blieb. Projektleiter war der langjährige Looking-Glass-Mitarbeiter Randy Smith. Bereits das zuvor von Ion Storm veröffentlichte Deus Ex, maßgeblich entwickelt von Harvey Smith, wurde zu großen Teilen von Thief beeinflusst. Gleiches gilt für das von Smith für Arkane Studios entwickelte Dishonored: Die Maske des Zorns. Einige ehemalige Looking-Glass-Mitarbeiter haben an Spielen wie Half-Life 2 mitgearbeitet, Emil Pagliarulo arbeitete für Bethesda Softworks als Quest-Designer an The Elder Scrolls IV: Oblivion und als Lead Designer und Autor an Fallout 3.
Paul Neurath gründete das Unternehmen Floodgate Games, das u. a. für BioWare die Erweiterung Neverwinter Nights: Der Schatten von Undernzit entwickelte und an Dark Messiah of Might and Magic mitwirkte, das wiederum von den Arkane Studios entwickelt wurde. Nach Tätigkeit für Zynga gründete Neurath 2014 das Studio Otherside Entertainment und erhielt von Electronic Arts die Genehmigung zur Entwicklung eines inhaltlichen Nachfolgers zu Ultima Underworld, der jedoch ohne den Ultima-Zusatz auskommen musste. Ultima Ascendant wurde 2015 mit Hilfe einer Crowdfunding-Kampagne auf der Plattform Kickstarter finanziert.
Eine Besonderheit für Looking-Glass-Titel ist die wiederkehrende Zahl 451. Sie ist angelehnt an den dystopischen Roman Fahrenheit 451 von Ray Bradbury, indem sie auf die Temperatur anspielt, bei der sich Papier nach Vorstellung des Autors selbst entzündet. Die Zahl wurde erstmals in System Shock als Türcode verwendet, in System Shock 2 tauchte sie modifiziert als 45100 erneut auf. In der Variante 0451 fand sie mehrfach Einzug in Spiele ehemaliger Looking-Glass-Mitarbeiter wie Deus Ex und Bioshock, aber auch als Reminiszenz anderer Entwickler in Spielen wie Gone Home.

## Liste von Looking-Glass-Titeln
als Blue Sky Productions
- Ultima Underworld: The Stygian Abyss (1991)

als Lerner Research
- Car and Driver (1992)

als Looking Glass
- Ultima Underworld 2: Labyrinth of Worlds (1992)
- Chuck Yeager’s Air Combat (1993, Konvertierung auf den Apple Macintosh)
- System Shock (1994)
- Flight Unlimited (1995)
- Terra Nova: Strike Force Centauri (1996)
- British Open Championship Golf (1997)
- Flight Unlimited II (1997)
- Dark Project: Der Meisterdieb (Originaltitel: Thief: The Dark Project) (1998)
- Dark Project Gold (Originaltitel: Thief Gold) (1999)
- Command & Conquer: Der Tiberiumkonflikt, Portierung für Nintendo 64 (1999)
- System Shock 2 (1999) (in Zusammenarbeit mit Irrational Games)
- Flight Unlimited III (1999)
- Destruction Derby 64 für Nintendo 64 (1999)
- Dark Project 2: The Metal Age (Originaltitel: Thief II: The Metal Age) (2000)
- Flight Combat: Thunder Over Europe (war in Entwicklung als die Firma schloss, 2002 als Jane’s Combat Simulations: Attack Squadron veröffentlicht)